# Bilan saison par saison du Bolton Wanderers Football Club
Cet article présente le bilan saison par saison du Bolton Wanderers Football Club, à savoir ses résultats en championnat, coupes nationales et coupes européennes depuis 1881.
Fondé en 1874, le club prend part à sa première compétition nationale en 1881 en participant à la Coupe d'Angleterre 1881-1882. Il fait son entrée en championnat en 1888, faisant partie des membres fondateurs de la Division 1 de la Football League.
Passant la majeure partie de son histoire en première division, Bolton Wanderers comporte pour principal palmarès quatre victoires en Coupe d'Angleterre, dont trois entre 1923 et 1929 et la quatrième en 1958, suivi d'une victoire en supercoupe la même année. Le club termine par ailleurs troisième de la première division à trois reprises en 1892, 1921 et 1925 et remporte la deuxième division trois fois en 1909, 1978 et 1997 ainsi que la troisième division une fois en 1973.
Les deux seules participations de Bolton en coupe d'Europe sont en Coupe UEFA en 2005-2006 et en 2007-2008 où l'équipe atteint respectivement les seizièmes puis les huitièmes de finale.

## Légende du tableau
| Champion / Vainqueur | Deuxième / Finaliste | Troisième | Promotion | Relégation |

Les changements de divisions sont indiqués en gras.
- Première division = Division 1 (jusqu'en 1992) puis Premier League (depuis 1992)
- Deuxième division = Division 2 (jusqu'en 1992) puis Division 1 (1992-2004) puis Championship (depuis 2004)
- Troisième division = Division 3 (jusqu'en 1992) puis Division 2 (1992-2004) puis League One (depuis 2004)
- Quatrième division = Division 4 (jusqu'en 1992) puis Division 3 (1992-2004) puis League Two (depuis 2004)

- C3 = Coupe des villes de foires (1955-1971) puis Coupe UEFA (1971-2009) puis Ligue Europa (depuis 2009)

## Bilan toutes compétitions confondues
| 1881-1882                                                                                | Pas de championnat | Pas de championnat | Pas de championnat | Pas de championnat | Pas de championnat | Pas de championnat | Pas de championnat | Pas de championnat | Pas de championnat | Pas de championnat | Deuxième tour    | —                | —         | —  | —                   |
| 1882-1883                                                                                | Pas de championnat | Pas de championnat | Pas de championnat | Pas de championnat | Pas de championnat | Pas de championnat | Pas de championnat | Pas de championnat | Pas de championnat | Pas de championnat | Troisième tour   | —                | —         | —  | —                   |
| 1883-1884                                                                                | Pas de championnat | Pas de championnat | Pas de championnat | Pas de championnat | Pas de championnat | Pas de championnat | Pas de championnat | Pas de championnat | Pas de championnat | Pas de championnat | Quatrième tour   | —                | —         | —  | —                   |
| 1884-1885                                                                                | Pas de championnat | Pas de championnat | Pas de championnat | Pas de championnat | Pas de championnat | Pas de championnat | Pas de championnat | Pas de championnat | Pas de championnat | Pas de championnat | Non-inscrit      | —                | —         | —  | —                   |
| 1885-1886                                                                                | Pas de championnat | Pas de championnat | Pas de championnat | Pas de championnat | Pas de championnat | Pas de championnat | Pas de championnat | Pas de championnat | Pas de championnat | Pas de championnat | Troisième tour   | —                | —         | —  | —                   |
| 1886-1887                                                                                | Pas de championnat | Pas de championnat | Pas de championnat | Pas de championnat | Pas de championnat | Pas de championnat | Pas de championnat | Pas de championnat | Pas de championnat | Pas de championnat | Troisième tour   | —                | —         | —  | —                   |
| 1887-1888                                                                                | Pas de championnat | Pas de championnat | Pas de championnat | Pas de championnat | Pas de championnat | Pas de championnat | Pas de championnat | Pas de championnat | Pas de championnat | Pas de championnat | Deuxième tour    | —                | —         | —  | —                   |
| 1888-1889                                                                                | Division 1         | 5e                 | 22                 | 22                 | 10                 | 2                  | 10                 | 63                 | 59                 | +4                 | Non-inscrit      | —                | —         | —  | —                   |
| 1889-1890                                                                                | Division 1         | 9e                 | 19                 | 22                 | 9                  | 1                  | 12                 | 54                 | 65                 | -11                | Demi-finales     | —                | —         | —  | —                   |
| 1890-1891                                                                                | Division 1         | 5e                 | 25                 | 22                 | 12                 | 1                  | 9                  | 47                 | 34                 | +13                | Premier tour     | —                | —         | —  | —                   |
| 1891-1892                                                                                | Division 1         | 3e                 | 36                 | 26                 | 17                 | 2                  | 7                  | 51                 | 37                 | +14                | Premier tour     | —                | —         | —  | —                   |
| 1892-1893                                                                                | Division 1         | 5e                 | 32                 | 30                 | 13                 | 6                  | 11                 | 57                 | 55                 | +2                 | Premier tour     | —                | —         | —  | —                   |
| 1893-1894                                                                                | Division 1         | 13e                | 24                 | 30                 | 10                 | 4                  | 16                 | 38                 | 52                 | -14                | Finale           | —                | —         | —  | —                   |
| 1894-1895                                                                                | Division 1         | 10e                | 25                 | 30                 | 9                  | 7                  | 14                 | 61                 | 62                 | -1                 | Troisième tour   | —                | —         | —  | —                   |
| 1895-1896                                                                                | Division 1         | 4e                 | 37                 | 30                 | 16                 | 5                  | 9                  | 49                 | 37                 | +12                | Demi-finales     | —                | —         | —  | —                   |
| 1896-1897                                                                                | Division 1         | 8e                 | 30                 | 30                 | 12                 | 6                  | 12                 | 40                 | 43                 | -3                 | Deuxième tour    | —                | —         | —  | —                   |
| 1897-1898                                                                                | Division 1         | 11e                | 26                 | 30                 | 11                 | 4                  | 15                 | 28                 | 41                 | -13                | Troisième tour   | —                | —         | —  | —                   |
| 1898-1899                                                                                | Division 1         | 17e                | 25                 | 34                 | 9                  | 7                  | 18                 | 37                 | 51                 | -14                | Premier tour     | —                | —         | —  | —                   |
| 1899-1900                                                                                | Division 2         | 2e                 | 52                 | 34                 | 22                 | 8                  | 4                  | 79                 | 25                 | +54                | Premier tour     | —                | —         | —  | —                   |
| 1900-1901                                                                                | Division 1         | 10e                | 33                 | 34                 | 13                 | 7                  | 14                 | 39                 | 55                 | -16                | Deuxième tour    | —                | —         | —  | —                   |
| 1901-1902                                                                                | Division 1         | 12e                | 32                 | 34                 | 12                 | 8                  | 14                 | 51                 | 56                 | -5                 | Deuxième tour    | —                | —         | —  | —                   |
| 1902-1903                                                                                | Division 1         | 18e                | 19                 | 34                 | 8                  | 3                  | 23                 | 37                 | 73                 | -36                | Premier tour     | —                | —         | —  | —                   |
| 1903-1904                                                                                | Division 2         | 7e                 | 34                 | 34                 | 12                 | 10                 | 12                 | 59                 | 41                 | +18                | Finale           | —                | —         | —  | —                   |
| 1904-1905                                                                                | Division 2         | 2e                 | 56                 | 34                 | 27                 | 2                  | 5                  | 87                 | 32                 | +55                | Troisième tour   | —                | —         | —  | —                   |
| 1905-1906                                                                                | Division 1         | 6e                 | 41                 | 38                 | 17                 | 7                  | 14                 | 81                 | 67                 | +14                | Premier tour     | —                | —         | —  | —                   |
| 1906-1907                                                                                | Division 1         | 6e                 | 44                 | 38                 | 18                 | 8                  | 12                 | 59                 | 47                 | +12                | Troisième tour   | —                | —         | —  | —                   |
| 1907-1908                                                                                | Division 1         | 19e                | 33                 | 38                 | 14                 | 5                  | 19                 | 52                 | 58                 | -6                 | Troisième tour   | —                | —         | —  | —                   |
| 1908-1909                                                                                | Division 2         | 1er                | 52                 | 38                 | 24                 | 4                  | 10                 | 59                 | 28                 | +31                | Premier tour     | —                | —         | —  | —                   |
| 1909-1910                                                                                | Division 1         | 20e                | 24                 | 38                 | 9                  | 6                  | 23                 | 44                 | 71                 | -27                | Premier tour     | —                | —         | —  | —                   |
| 1910-1911                                                                                | Division 2         | 2e                 | 51                 | 38                 | 21                 | 9                  | 8                  | 69                 | 40                 | +29                | Premier tour     | —                | —         | —  | —                   |
| 1911-1912                                                                                | Division 1         | 4e                 | 43                 | 38                 | 20                 | 3                  | 15                 | 54                 | 43                 | +11                | Troisième tour   | —                | —         | —  | —                   |
| 1912-1913                                                                                | Division 1         | 8e                 | 42                 | 38                 | 16                 | 10                 | 12                 | 62                 | 63                 | -1                 | Premier tour     | —                | —         | —  | —                   |
| 1913-1914                                                                                | Division 1         | 6e                 | 42                 | 38                 | 16                 | 10                 | 12                 | 65                 | 52                 | +7                 | Troisième tour   | —                | —         | —  | —                   |
| 1914-1915                                                                                | Division 1         | 17e                | 30                 | 38                 | 11                 | 8                  | 19                 | 68                 | 84                 | -16                | Demi-finales     | —                | —         | —  | —                   |
| Aucune compétition disputée entre 1915 et 1919 en raison de la Première Guerre mondiale. |                    |                    |                    |                    |                    |                    |                    |                    |                    |                    |                  |                  |           |    |                     |
| 1919-1920                                                                                | Division 1         | 6e                 | 47                 | 42                 | 19                 | 9                  | 14                 | 72                 | 65                 | +7                 | Premier tour     | —                | —         | —  | —                   |
| 1920-1921                                                                                | Division 1         | 3e                 | 52                 | 42                 | 19                 | 14                 | 9                  | 77                 | 53                 | +24                | Premier tour     | —                | —         | —  | —                   |
| 1921-1922                                                                                | Division 1         | 6e                 | 47                 | 42                 | 20                 | 7                  | 15                 | 68                 | 59                 | +9                 | Deuxième tour    | —                | —         | —  | —                   |
| 1922-1923                                                                                | Division 1         | 13e                | 40                 | 42                 | 14                 | 12                 | 16                 | 50                 | 58                 | -8                 | Vainqueur        | —                | —         | —  | —                   |
| 1923-1924                                                                                | Division 1         | 4e                 | 50                 | 42                 | 18                 | 14                 | 10                 | 68                 | 34                 | +34                | Deuxième tour    | —                | —         | —  | —                   |
| 1924-1925                                                                                | Division 1         | 3e                 | 55                 | 42                 | 22                 | 11                 | 9                  | 76                 | 34                 | +42                | Deuxième tour    | —                | —         | —  | —                   |
| 1925-1926                                                                                | Division 1         | 8e                 | 44                 | 42                 | 17                 | 10                 | 15                 | 78                 | 76                 | +2                 | Vainqueur        | —                | —         | —  | —                   |
| 1926-1927                                                                                | Division 1         | 4e                 | 48                 | 42                 | 19                 | 10                 | 13                 | 84                 | 62                 | +22                | Cinquième tour   | —                | —         | —  | —                   |
| 1927-1928                                                                                | Division 1         | 7e                 | 43                 | 42                 | 16                 | 11                 | 15                 | 81                 | 66                 | +15                | Quatrième tour   | —                | —         | —  | —                   |
| 1928-1929                                                                                | Division 1         | 14e                | 39                 | 42                 | 15                 | 9                  | 18                 | 80                 | 40                 | +40                | Vainqueur        | —                | —         | —  | —                   |
| 1929-1930                                                                                | Division 1         | 15e                | 39                 | 42                 | 15                 | 9                  | 18                 | 74                 | 74                 | 0                  | Troisième tour   | —                | —         | —  | —                   |
| 1930-1931                                                                                | Division 1         | 14e                | 39                 | 42                 | 15                 | 9                  | 18                 | 68                 | 81                 | -13                | Quatrième tour   | —                | —         | —  | —                   |
| 1931-1932                                                                                | Division 1         | 17e                | 38                 | 42                 | 17                 | 4                  | 21                 | 72                 | 80                 | -8                 | Troisième tour   | —                | —         | —  | —                   |
| 1932-1933                                                                                | Division 1         | 21e                | 33                 | 42                 | 12                 | 9                  | 21                 | 78                 | 92                 | -14                | Cinquième tour   | —                | —         | —  | —                   |
| 1933-1934                                                                                | Division 2         | 3e                 | 51                 | 42                 | 21                 | 9                  | 12                 | 79                 | 55                 | +24                | Quarts de finale | —                | —         | —  | —                   |
| 1934-1935                                                                                | Division 2         | 2e                 | 56                 | 42                 | 26                 | 4                  | 12                 | 96                 | 48                 | +48                | Demi-finales     | —                | —         | —  | —                   |
| 1935-1936                                                                                | Division 1         | 13e                | 41                 | 42                 | 14                 | 13                 | 15                 | 67                 | 78                 | -11                | Troisième tour   | —                | —         | —  | —                   |
| 1936-1937                                                                                | Division 1         | 20e                | 34                 | 42                 | 10                 | 14                 | 18                 | 43                 | 66                 | -23                | Cinquième tour   | —                | —         | —  | —                   |
| 1937-1938                                                                                | Division 1         | 7e                 | 45                 | 42                 | 15                 | 15                 | 12                 | 64                 | 60                 | +4                 | Troisième tour   | —                | —         | —  | —                   |
| 1938-1939                                                                                | Division 1         | 8e                 | 45                 | 42                 | 15                 | 15                 | 12                 | 67                 | 58                 | +9                 | Troisième tour   | —                | —         | —  | —                   |
| Aucune compétition disputée entre 1939 et 1945 en raison de la Seconde Guerre mondiale.  |                    |                    |                    |                    |                    |                    |                    |                    |                    |                    |                  |                  |           |    |                     |
| 1945-1946                                                                                | —                  | —                  | —                  | —                  | —                  | —                  | —                  | —                  | —                  | —                  | Demi-finales     | —                | —         | —  | —                   |
| 1946-1947                                                                                | Division 1         | 18e                | 34                 | 42                 | 13                 | 8                  | 21                 | 57                 | 69                 | -12                | Quatrième tour   | —                | —         | —  | —                   |
| 1947-1948                                                                                | Division 1         | 17e                | 37                 | 42                 | 16                 | 5                  | 21                 | 46                 | 58                 | -12                | Troisième tour   | —                | —         | —  | —                   |
| 1948-1949                                                                                | Division 1         | 14e                | 38                 | 42                 | 14                 | 10                 | 18                 | 59                 | 68                 | -9                 | Troisième tour   | —                | —         | —  | —                   |
| 1949-1950                                                                                | Division 1         | 16e                | 34                 | 42                 | 10                 | 14                 | 18                 | 45                 | 59                 | -14                | Quatrième tour   | —                | —         | —  | —                   |
| 1950-1951                                                                                | Division 1         | 8e                 | 45                 | 42                 | 19                 | 10                 | 13                 | 65                 | 61                 | +4                 | Troisième tour   | —                | —         | —  | —                   |
| 1951-1952                                                                                | Division 1         | 5e                 | 48                 | 42                 | 19                 | 10                 | 13                 | 65                 | 61                 | +4                 | Troisième tour   | —                | —         | —  | —                   |
| 1952-1953                                                                                | Division 1         | 14e                | 39                 | 42                 | 15                 | 9                  | 18                 | 61                 | 69                 | -8                 | Finale           | —                | —         | —  | —                   |
| 1953-1954                                                                                | Division 1         | 5e                 | 48                 | 42                 | 18                 | 12                 | 12                 | 75                 | 60                 | +15                | Quarts de finale | —                | —         | —  | —                   |
| 1954-1955                                                                                | Division 1         | 18e                | 39                 | 42                 | 13                 | 13                 | 16                 | 62                 | 69                 | -7                 | Quatrième tour   | —                | —         | —  | —                   |
| 1955-1956                                                                                | Division 1         | 8e                 | 43                 | 42                 | 18                 | 7                  | 17                 | 71                 | 58                 | +13                | Quatrième tour   | —                | —         | —  | —                   |
| 1956-1957                                                                                | Division 1         | 9e                 | 44                 | 42                 | 16                 | 12                 | 14                 | 65                 | 65                 | 0                  | Troisième tour   | —                | —         | —  | —                   |
| 1957-1958                                                                                | Division 1         | 15e                | 38                 | 42                 | 14                 | 10                 | 18                 | 65                 | 87                 | -22                | Vainqueur        | —                | —         | —  | —                   |
| 1958-1959                                                                                | Division 1         | 4e                 | 50                 | 42                 | 20                 | 10                 | 12                 | 79                 | 66                 | +13                | Quarts de finale | —                | Vainqueur | —  | —                   |
| 1959-1960                                                                                | Division 1         | 6e                 | 48                 | 42                 | 20                 | 8                  | 14                 | 59                 | 51                 | +8                 | Quatrième tour   | —                | —         | —  | —                   |
| 1960-1961                                                                                | Division 1         | 18e                | 35                 | 42                 | 12                 | 11                 | 19                 | 58                 | 73                 | -15                | Quatrième tour   | Quatrième tour   | —         | —  | —                   |
| 1961-1962                                                                                | Division 1         | 11e                | 42                 | 42                 | 16                 | 10                 | 16                 | 62                 | 66                 | -4                 | Troisième tour   | Premier tour     | —         | —  | —                   |
| 1962-1963                                                                                | Division 1         | 18e                | 35                 | 42                 | 15                 | 5                  | 17                 | 55                 | 75                 | -20                | Troisième tour   | Deuxième tour    | —         | —  | —                   |
| 1963-1964                                                                                | Division 1         | 21e                | 28                 | 42                 | 10                 | 8                  | 24                 | 48                 | 80                 | -32                | Quatrième tour   | Troisième tour   | —         | —  | —                   |
| 1964-1965                                                                                | Division 2         | 3e                 | 50                 | 42                 | 20                 | 10                 | 12                 | 80                 | 58                 | +32                | Cinquième tour   | Deuxième tour    | —         | —  | —                   |
| 1965-1966                                                                                | Division 2         | 9e                 | 41                 | 42                 | 16                 | 9                  | 17                 | 62                 | 59                 | +3                 | Quatrième tour   | Troisième tour   | —         | —  | —                   |
| 1966-1967                                                                                | Division 2         | 9e                 | 42                 | 42                 | 14                 | 14                 | 14                 | 64                 | 58                 | +6                 | Quatrième tour   | Deuxième tour    | —         | —  | —                   |
| 1967-1968                                                                                | Division 2         | 12e                | 39                 | 42                 | 13                 | 13                 | 16                 | 60                 | 53                 | +7                 | Troisième tour   | Troisième tour   | —         | —  | —                   |
| 1968-1969                                                                                | Division 2         | 17e                | 38                 | 42                 | 12                 | 14                 | 16                 | 55                 | 52                 | +3                 | Quatrième tour   | Deuxième tour    | —         | —  | —                   |
| 1969-1970                                                                                | Division 2         | 16e                | 36                 | 42                 | 12                 | 12                 | 18                 | 54                 | 61                 | -7                 | Troisième tour   | Deuxième tour    | —         | —  | —                   |
| 1970-1971                                                                                | Division 2         | 22e                | 24                 | 42                 | 7                  | 10                 | 25                 | 35                 | 74                 | -39                | Troisième tour   | Troisième tour   | —         | —  | —                   |
| 1971-1972                                                                                | Division 3         | 7e                 | 50                 | 46                 | 17                 | 16                 | 13                 | 51                 | 41                 | +10                | Quatrième tour   | Quatrième tour   | —         | —  | —                   |
| 1972-1973                                                                                | Division 3         | 1er                | 61                 | 46                 | 25                 | 11                 | 10                 | 73                 | 39                 | +34                | Cinquième tour   | Deuxième tour    | —         | —  | —                   |
| 1973-1974                                                                                | Division 2         | 11e                | 42                 | 42                 | 15                 | 12                 | 15                 | 44                 | 40                 | +4                 | Quatrième tour   | Troisième tour   | —         | —  | —                   |
| 1974-1975                                                                                | Division 2         | 10e                | 42                 | 42                 | 15                 | 12                 | 15                 | 45                 | 41                 | +4                 | Troisième tour   | Deuxième tour    | —         | —  | —                   |
| 1975-1976                                                                                | Division 2         | 4e                 | 52                 | 42                 | 20                 | 12                 | 10                 | 64                 | 38                 | +26                | Cinquième tour   | Deuxième tour    | —         | —  | —                   |
| 1976-1977                                                                                | Division 2         | 4e                 | 51                 | 42                 | 20                 | 11                 | 11                 | 54                 | 51                 | +3                 | Troisième tour   | Demi-finales     | —         | —  | —                   |
| 1977-1978                                                                                | Division 2         | 1er                | 58                 | 42                 | 24                 | 10                 | 8                  | 63                 | 33                 | +30                | Troisième tour   | Troisième tour   | —         | —  | —                   |
| 1978-1979                                                                                | Division 1         | 17e                | 35                 | 42                 | 12                 | 11                 | 19                 | 54                 | 75                 | -21                | Troisième tour   | Troisième tour   | —         | —  | —                   |
| 1979-1980                                                                                | Division 1         | 22e                | 25                 | 42                 | 5                  | 15                 | 22                 | 38                 | 73                 | -35                | Cinquième tour   | Deuxième tour    | —         | —  | —                   |
| 1980-1981                                                                                | Division 2         | 18e                | 38                 | 42                 | 14                 | 10                 | 18                 | 61                 | 66                 | -5                 | Troisième tour   | Deuxième tour    | —         | —  | —                   |
| 1981-1982                                                                                | Division 2         | 19e                | 46                 | 42                 | 13                 | 7                  | 22                 | 39                 | 61                 | -22                | Quatrième tour   | Premier tour     | —         | —  | —                   |
| 1982-1983                                                                                | Division 2         | 22e                | 44                 | 42                 | 11                 | 11                 | 20                 | 42                 | 61                 | -19                | Troisième tour   | Deuxième tour    | —         | —  | —                   |
| 1983-1984                                                                                | Division 3         | 10e                | 64                 | 46                 | 18                 | 10                 | 18                 | 56                 | 60                 | -4                 | Troisième tour   | Premier tour     | —         | —  | —                   |
| 1984-1985                                                                                | Division 3         | 17e                | 54                 | 46                 | 16                 | 6                  | 24                 | 69                 | 75                 | -6                 | Premier tour     | Troisième tour   | —         | —  | —                   |
| 1985-1986                                                                                | Division 3         | 18e                | 53                 | 46                 | 15                 | 8                  | 23                 | 54                 | 68                 | -14                | Premier tour     | Deuxième tour    | —         | —  | —                   |
| 1986-1987                                                                                | Division 3         | 21e                | 45                 | 46                 | 10                 | 15                 | 21                 | 46                 | 58                 | -12                | Troisième tour   | Premier tour     | —         | —  | —                   |
| 1987-1988                                                                                | Division 4         | 3e                 | 78                 | 46                 | 22                 | 12                 | 12                 | 66                 | 42                 | +24                | Troisième tour   | Premier tour     | —         | —  | —                   |
| 1988-1989                                                                                | Division 3         | 10e                | 64                 | 46                 | 16                 | 16                 | 14                 | 58                 | 54                 | +4                 | Deuxième tour    | Premier tour     | —         | —  | —                   |
| 1989-1990                                                                                | Division 3         | 6e                 | 69                 | 46                 | 18                 | 15                 | 13                 | 59                 | 48                 | +11                | Premier tour     | Troisième tour   | —         | —  | —                   |
| 1990-1991                                                                                | Division 3         | 4e                 | 83                 | 46                 | 24                 | 11                 | 11                 | 64                 | 50                 | +14                | Quatrième tour   | Deuxième tour    | —         | —  | —                   |
| 1991-1992                                                                                | Division 3         | 13e                | 59                 | 46                 | 14                 | 17                 | 15                 | 57                 | 56                 | +1                 | Cinquième tour   | Deuxième tour    | —         | —  | —                   |
| 1992-1993                                                                                | Division 2         | 2e                 | 90                 | 46                 | 27                 | 9                  | 10                 | 80                 | 41                 | +39                | Cinquième tour   | Deuxième tour    | —         | —  | —                   |
| 1993-1994                                                                                | Division 1         | 14e                | 59                 | 46                 | 15                 | 14                 | 17                 | 63                 | 64                 | -1                 | Quarts de finale | Deuxième tour    | —         | —  | —                   |
| 1994-1995                                                                                | Division 1         | 3e                 | 77                 | 46                 | 21                 | 14                 | 11                 | 67                 | 45                 | +22                | Troisième tour   | Finale           | —         | —  | —                   |
| 1995-1996                                                                                | Premier League     | 20e                | 29                 | 38                 | 8                  | 5                  | 25                 | 39                 | 71                 | -32                | Quatrième tour   | Quatrième tour   | —         | —  | —                   |
| 1996-1997                                                                                | Division 1         | 1er                | 98                 | 46                 | 28                 | 14                 | 4                  | 100                | 53                 | +47                | Quatrième tour   | Quarts de finale | —         | —  | —                   |
| 1997-1998                                                                                | Premier League     | 18e                | 40                 | 38                 | 9                  | 13                 | 16                 | 41                 | 61                 | -20                | Troisième tour   | Quatrième tour   | —         | —  | —                   |
| 1998-1999                                                                                | Division 1         | 6e                 | 76                 | 46                 | 20                 | 16                 | 10                 | 78                 | 59                 | +19                | Troisième tour   | Quatrième tour   | —         | —  | —                   |
| 1999-2000                                                                                | Division 1         | 6e                 | 76                 | 46                 | 21                 | 13                 | 12                 | 69                 | 50                 | +19                | Demi-finales     | Demi-finales     | —         | —  | —                   |
| 2000-2001                                                                                | Division 1         | 3e                 | 87                 | 46                 | 24                 | 15                 | 7                  | 76                 | 45                 | +31                | Cinquième tour   | Premier tour     | —         | —  | —                   |
| 2001-2002                                                                                | Premier League     | 16e                | 40                 | 38                 | 9                  | 13                 | 16                 | 44                 | 62                 | -18                | Quatrième tour   | Quarts de finale | —         | —  | —                   |
| 2002-2003                                                                                | Premier League     | 17e                | 44                 | 38                 | 10                 | 14                 | 14                 | 41                 | 51                 | -10                | Troisième tour   | Deuxième tour    | —         | —  | —                   |
| 2003-2004                                                                                | Premier League     | 8e                 | 53                 | 38                 | 14                 | 11                 | 13                 | 48                 | 56                 | -8                 | Troisième tour   | Finale           | —         | —  | —                   |
| 2004-2005                                                                                | Premier League     | 6e                 | 58                 | 38                 | 16                 | 10                 | 12                 | 49                 | 44                 | +5                 | Quarts de finale | Troisième tour   | —         | —  | —                   |
| 2005-2006                                                                                | Premier League     | 8e                 | 56                 | 38                 | 15                 | 11                 | 12                 | 49                 | 41                 | +8                 | Cinquième tour   | Quarts de finale | —         | C3 | Seizièmes de finale |
| 2006-2007                                                                                | Premier League     | 7e                 | 56                 | 38                 | 16                 | 8                  | 14                 | 47                 | 52                 | -5                 | Quatrième tour   | Troisième tour   | —         | —  | —                   |
| 2007-2008                                                                                | Premier League     | 16e                | 37                 | 38                 | 9                  | 10                 | 19                 | 36                 | 54                 | -18                | Troisième tour   | Quatrième tour   | —         | C3 | Huitièmes de finale |
| 2008-2009                                                                                | Premier League     | 13e                | 41                 | 38                 | 11                 | 8                  | 19                 | 41                 | 53                 | +12                | Troisième tour   | Deuxième tour    | —         | —  | —                   |
| 2009-2010                                                                                | Premier League     | 14e                | 39                 | 38                 | 10                 | 9                  | 19                 | 40                 | 66                 | -26                | Cinquième tour   | Quatrième tour   | —         | —  | —                   |
| 2010-2011                                                                                | Premier League     | 14e                | 46                 | 38                 | 12                 | 10                 | 16                 | 52                 | 56                 | -4                 | Demi-finales     | Troisième tour   | —         | —  | —                   |
| 2011-2012                                                                                | Premier League     | 18e                | 36                 | 38                 | 10                 | 6                  | 22                 | 46                 | 77                 | -31                | Quarts de finale | Quatrième tour   | —         | —  | —                   |
| 2012-2013                                                                                | Championship       | 7e                 | 68                 | 46                 | 18                 | 14                 | 14                 | 69                 | 61                 | +8                 | Quatrième tour   | Deuxième tour    | —         | —  | —                   |
| 2013-2014                                                                                | Championship       | 14e                | 59                 | 46                 | 14                 | 17                 | 15                 | 59                 | 60                 | -1                 | Quatrième tour   | Deuxième tour    | —         | —  | —                   |
| 2014-2015                                                                                | Championship       | 18e                | 51                 | 46                 | 13                 | 12                 | 21                 | 54                 | 67                 | -13                | Quatrième tour   | Troisième tour   | —         | —  | —                   |
| 2015-2016                                                                                | Championship       | 24e                | 30                 | 46                 | 5                  | 15                 | 26                 | 41                 | 81                 | -40                | Quatrième tour   | Premier tour     | —         | —  | —                   |
| 2016-2017                                                                                | League One         | 2e                 | 86                 | 46                 | 25                 | 11                 | 10                 | 68                 | 36                 | +32                | Troisième tour   | Premier tour     | —         | —  | —                   |
| 2017-2018                                                                                | Championship       | 21e                | 43                 | 46                 | 10                 | 12                 | 23                 | 39                 | 74                 | -35                | Troisième tour   | Troisième tour   | —         | —  | —                   |
| 2018-2019                                                                                | Championship       | 23e                | 32                 | 46                 | 8                  | 8                  | 30                 | 29                 | 78                 | -49                | Quatrième tour   | Premier tour     | —         | —  | —                   |
| 2019-2020                                                                                | League One         | 23e                | 14-12              | 34                 | 5                  | 11                 | 18                 | 27                 | 66                 | -39                | Premier tour     | Premier tour     | —         | —  | —                   |
| 2020-2021                                                                                | League Two         | 3e                 | 79                 | 46                 | 23                 | 10                 | 13                 | 59                 | 50                 | +9                 | Premier tour     | Premier tour     | —         | —  | —                   |
| 2021-2022                                                                                | League One         | 9e                 | 73                 | 46                 | 21                 | 10                 | 15                 | 74                 | 57                 | +17                | Premier tour     | Deuxième tour    | —         | —  | —                   |
| 2022-2023                                                                                | League One         | 5e                 | 81                 | 46                 | 23                 | 12                 | 11                 | 62                 | 36                 | +26                | Prmeier tour     | Deuxième tour    | —         | —  | —                   |
| 2023-2024                                                                                | League One         | 3e                 | 87                 | 46                 | 25                 | 12                 | 9                  | 86                 | 51                 | +35                | Troisième tour   | Deuxième tour    | —         | —  | —                   |
| 2024-2025                                                                                | League One         | 8e                 | 68                 | 46                 | 25                 | 12                 | 9                  | 86                 | 51                 | +35                | Premier tour     | Troisième tour   | —         | —  | —                   |